# Stetten am kalten Markt
Stetten am kalten Markt település Németországban, azon belül Baden-Württembergben. Lakosainak száma 4884 fő (2023. december 31.). Stetten am kalten Markt Beuron és Schwenningen községekkel határos.

## Népesség
A település népessége az elmúlt években az alábbi módon változott:
| Lakosok száma | 5192 | 6140 | 5661 | 5777 | 5066 | 5530 | 5676 | 5380 | 4825 | 4884 |
|               | 1961 | 1967 | 1974 | 1980 | 1987 | 1993 | 2000 | 2006 | 2013 | 2023 |